# Kara Goucherová
Kara Goucherová, rozená Kara Grgasová (* 9. července 1978 Queens, New York) je americká atletka, jejíž specializací je běh na středních a dlouhých tratích.
První větší úspěch zaznamenala na světovém poháru v Athénách 2006, kde získala bronzovou medaili v závodě na 3000 metrů. O rok později uspěla na mistrovství světa v Ósace na desetikilometrové trati. Trať zaběhla v čase 32:02,05 a získala bronzovou medaili. Vítězka Tiruneš Dibabaová z Etiopie proběhla cílem v čase 31:55,41. Po diskvalifikaci Elvan Abeylegesseové obdržela zpětně stříbrnou medaili,
V roce 2008 reprezentovala na letních olympijských hrách v Pekingu. Ve finále běhu na 10 000 metrů skončila na desátém místě. Na poloviční, pětikilometrové trati obsadila deváté místo.
20. dubna 2009 skončila na bostonském maratonu na třetím místě (2:32:25). Maratonský běh si vyzkoušela rovněž na mistrovství světa v Berlíně 2009, kde doběhla na desátém místě v čase 2:27:48. Její osobní rekord na této trati má hodnotu 2:25:53. Tento čas zaběhla 2. listopadu 2008 na newyorském maratonu, kde skončila třetí.